# 데이비드 카드
데이비드 에드워드 카드(David Edward Card, 1956년 ~ )는 캐나다계 미국인 노동경제학자이자 캘리포니아 대학교 버클리 경제학 교수이다. 조슈아 앵그리스트, 휘도 임번스와 공동으로 노동경제학의 실증적인 기여로 인해 2021년 노벨 경제학상을 수상했다.